# Charles Wright & the Watts 103rd Street Rhythm Band

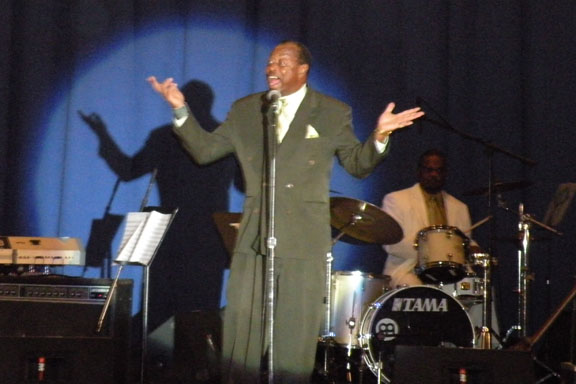
Charles Wright während einer Gedenkveranstaltung im November 2009 in Los Angeles

Charles Wright & the Watts 103rd Street Rhythm Band war eine Band, die aus heutiger Sicht als Vorreiter des Funk gelten kann. Bekannt wurde die Band mit dem Song Express Yourself.

## Geschichte
Obwohl die Band bereits in den 1960er-Jahren aktiv war, wurde sie erst in den 1970er-Jahren populär und hatte einige Top-20-R&B-Hits, wie z. B. Do your Thing und Till You Get Enough. Am bekanntesten ist jedoch das Lied Express Yourself aus dem Jahr 1970. Dieses Lied wurde 1988 von der Gruppe N.W.A, der Eazy-E, MC Ren, Dr. Dre, DJ Yella und Ice Cube angehörten, auf ihrem Album Straight Outta Compton gesamplet.
Der Bandname enthält einen Bezug zu dem zu Los Angeles gehörenden Stadtteil Watts. Sie selbst beschreiben ihren Sound als ein „Mittelding zwischen Otis Redding und James Brown“.

## Mitglieder
- Charles Wright – Gitarre, Piano
- Al McKay – Gitarre
- Benorce Blackmon – Gitarre (Nachfolger von Al McKay)
- Gabe Flemings – Piano, Trompete
- Melvin Dunlap – Bass
- James Gadson – Schlagzeug
- Big John Rayford – Saxophon
- Bill Cannon – Saxophon
- Ray Jackson – Posaune

## Diskografie

### Alben
| Jahr                                                  | Titel Musiklabel Katalog-Nr.               | Höchstplatzierung, Gesamtwochen, AuszeichnungChartplatzierungen (Jahr, Titel, Musiklabel Katalog-Nr., Platzierungen, Wochen, Auszeichnungen, Anmerkungen) | Höchstplatzierung, Gesamtwochen, AuszeichnungChartplatzierungen (Jahr, Titel, Musiklabel Katalog-Nr., Platzierungen, Wochen, Auszeichnungen, Anmerkungen) | Anmerkungen |
| Jahr                                                  | Titel Musiklabel Katalog-Nr.               | US | R&B | Anmerkungen |
| ----------------------------------------------------- | ------------------------------------------ | --- | --- | ----------- |
| The Watts 103rd Street Rhythm Band                    |                                            | | |             |
|                                                       |                                            | | |             |
| 1968                                                  | Together Warner Brothers 1761              | US140 (5 Wo.)US | R&B40 (6 Wo.)R&B |             |
| 1969                                                  | In the Jungle, Babe Warner Brothers 1801   | US145 (4 Wo.)US | — |             |
| Charles Wright and the Watts 103rd Street Rhythm Band |                                            | | |             |
|                                                       |                                            | | |             |
| 1970                                                  | Express Yourself Warner Brothers 1864      | US182 (10 Wo.)US | R&B27 (20 Wo.)R&B |             |
| 1971                                                  | You’re So Beautiful Warner Brothers 1904   | US147 (11 Wo.)US | R&B39 (5 Wo.)R&B |             |
| Charles Wright (solo)                                 |                                            | | |             |
|                                                       |                                            | | |             |
| 1973                                                  | Doin’ What Comes Naturally Warner Brothers | — | R&B45 (9 Wo.)R&B |             |
| 2007                                                  | Finally Got It Wright                      | — | R&B88 (6 Wo.)R&B |             |

Weitere Alben
The Watts 103rd Street Rhythm Band
- 1967: Hot Heat and Sweet Groove (Warner Brothers 1741)

Charles Wright (solo)
- 1972: Rhythm & Poetry
- 1974: Ninety Day Cycle People
- 1975: Lil’ Encouragement

### Singles
| Jahr                                                | Titel Album                                                            | Höchstplatzierung, Gesamtwochen, AuszeichnungChartplatzierungen (Jahr, Titel, Album, Platzierungen, Wochen, Auszeichnungen, Anmerkungen) | Höchstplatzierung, Gesamtwochen, AuszeichnungChartplatzierungen (Jahr, Titel, Album, Platzierungen, Wochen, Auszeichnungen, Anmerkungen) | Anmerkungen                                                          |
| Jahr                                                | Titel Album                                                            | US | R&B | Anmerkungen                                                          |
| --------------------------------------------------- | ---------------------------------------------------------------------- | --- | --- | -------------------------------------------------------------------- |
| The Soul Runners                                    |                                                                        | | |                                                                      |
|                                                     |                                                                        | | |                                                                      |
| 1966                                                | Grits ’N Corn Bread –                                                  | — | R&B33 (5 Wo.)R&B | Keymen                                                               |
| The Watts 103rd Street Rhythm Band                  |                                                                        | | |                                                                      |
|                                                     |                                                                        | | |                                                                      |
| 1967                                                | Spreadin’ Honey Hot Heat and Sweet Groove                              | US73 (10 Wo.)US | R&B44 (3 Wo.)R&B | Keymen K-108 B-Seite: Charley                                        |
| 1968                                                | Do Your Thing Together                                                 | US11 (17 Wo.)US | R&B12 (14 Wo.)R&B | Warner Brothers 7250 B-Seite: A Dance, a Kiss, and a Song            |
| 1969                                                | Till You Get Enough In the Jungle, Babe                                | US67 (5 Wo.)US | R&B12 (9 Wo.)R&B | Warner Brothers 7298 B-Seite: Light My Fire                          |
| Charles Wright & the Watts 103rd Street Rhythm Band |                                                                        | | |                                                                      |
|                                                     |                                                                        | | |                                                                      |
| 1969                                                | Must Be Your Thing In the Jungle, Babe                                 | — | R&B35 (2 Wo.)R&B | Warner Brothers 7338 B-Seite: Comment                                |
| 1970                                                | Love Land In the Jungle, Babe                                          | US16 (17 Wo.)US | R&B23 (20 Wo.)R&B | Warner Brothers 7365 B-Seite: Sorry Charlie                          |
| 1970                                                | Express Yourself In the Jungle, Babe                                   | US12 (15 Wo.)US | R&B3 (13 Wo.)R&B | Warner Brothers 7417 · B-Seite: Living On Borrowed Time · UK: Silber |
| 1970                                                | Solution For Pollution In the Jungle, Babe                             | US96 (1 Wo.)US | — | Warner Brothers 7451 B-Seite: High As Apple Pie                      |
| 1971                                                | Your Love (Means Everything To Me) In the Jungle, Babe                 | US73 (4 Wo.)US | R&B9 (10 Wo.)R&B | Warner Brothers 7475 B-Seite: What Can You Bring Me?                 |
| 1973                                                | (Well I’m) Doin’ What Cums Naturally Part 1 Doing What Comes Naturally | — | R&B27 (11 Wo.)R&B | Dunhill Records                                                      |

Weitere Singles
The Soul Runners
- 1967: Chittlin’ Salad
- 1967: Last Date

The Watts 103rd Street Rhythm Band
- 1968: Brown Sugar / Caesar’s Palace (Warner Brothers 7175)
- 1968: Bottomless / 65 Bars and a Taste Of Soul (Warner Brothers 7222)

Charles Wright & the Watts 103rd Street Rhythm Band
- 1972: Nobody (Tellin’ Me ‘Bout My Baby) / Wine (Warner Brothers 7504)
- 1972: I Got Love / Let’s Make Love Not War (Warner Brothers 7577)

Charles Wright (solo)
- 1966: Help Yourself
- 1966: (I’m Living on) Borrowed Time
- 1972: Soul Train
- 1972: You Gotta Know Whatcha Doin’
- 1975: Is It Real?